# Perspiria papillata
Perspiria papillata is een rondwormensoort uit de familie van de Desmodoridae. De wetenschappelijke naam van de soort is voor het eerst geldig gepubliceerd in 1989 door Vincx & Gourbault.